# Економіко-географічне положення
Еконо́міко-географі́чне поло́ження (ЕГП) — один із видів загального географічного положення — це положення певного економіко-географічного об'єкта щодо інших об'єктів, які мають для нього господарське значення (транспортних шляхів, державних кордонів, населених пунктів, джерел сировини та енергії).
Категорія ЕГП була запропонована у 20-х роках І. Г. Алкіним, а пізніше детально розроблена Миколою Баранським і введена в науку як самостійне поняття. В ширшій розробці й обґрунтуванні цього питання брали участь Ісаак Маєргойз, Євгеній Лейзерович та інші.

## Трактування
Микола Баранський під ЕГП розумів відношення даної території (об'єкта) до суспільно-історичних ознак інших об'єктів чи територій. У праці «Нариси зі шкільної методики економічної географії» один із розділів він починає характеристикою ЕГП: 
|  | Економічна географія під положенням розуміє відношення якогось місця, району чи міста до того, що лежить поза ним і має певне економічне значення, однаково чи будуть ті речі природного порядку чи створені в процесі історії. |

Особливо велику увагу Микола Баранський приділяв так званому «сусідському» положенню, тобто характеру найближчого оточення об'єкта. Він вважав, що ЕГП 
|  | має величезне методологічне значення. Місце, яке займає будь-який ареал — чи то країна, район, місто тощо — в системі поділу праці значною мірою визначається економіко-географічним положенням. |

 Баранський постійно акцентував увагу на тому, що економіко-географічне положення повинне розглядатися в історичному плані. Вважаючи поняття ЕГП дуже широким і складним за змістом, він розчленував категорію ЕГП на складові — мікро-, мезо- і макроположення. Виняткове значення такий розгляд ЕГП має у дослідженні міст.
На думку Олександра Топчієва, сучасні підходи до визначення ЕГП цілком зберігають ідею М. М. Баранського про просторові відношення як визначальну для даного поняття ознаку; економіко-географічне положення є просторове відношення (точніше, сукупність просторових відношень) даного економічного об'єкта до інших, взаємодія з якими для нього істотна вже тепер чи буде істотною у майбутньому.

Велике значення мають розробки положення теорії і методів ЕГП в працях І. Маєргойза. На його думку 
|  | економіко-географічне положення — складна, генетично-взаємопов'язана сукупність територіальних відносин, які важливі сьогодні і можуть бути важливими для економічного розвитку об'єкта і для формування таких об'єктів як країни, райони, для їхніх територіальних структур. |

 ЕГП з самого початку розуміється як система територіально-часових відносин. За його визначенням, ЕГП є «комбінація» (а не проста сума) багаторазових визначень того, як досліджувана територія розміщена відносно важливих для неї об'єктів. Він запропонував розгорнуту принципову схему складових частин єдиного (інтегрального) ЕГП, представлених класами і видами відношень. Його схема була першою спробою розчленування комплексного поняття економіко-географічного положення на складові частини. Маєргойз вважав, що 
|  | в сучасному ЕГП закладено багато рис майбутнього, подібно до того, як у «вчорашньому» положенні ми знаходимо причину того, чому наш об'єкт став таким сьогодні. Тому вивчити сьогоднішнє положення об'єкта — означає в певній мірі визначити, яким може стати об'єкт завтра, тобто знайти одну зі складових його розвитку під впливом зовнішніх сил. |

Своєрідний розвиток дістало поняття економіко-географічного положення у праці Олексія Мінца і Володимира Преображенського «Функція місця та її зміни». Вони запропонували категорію «функція місця», суть якої полягає в тому, що кожне «місце» тієї чи іншої територіальної системи має певну функцію, несе цілком конкретні «навантаження». Параметри функцій місця можна оцінити кількісно.
Методика аналізу економіко-географічного положення міста була розвинута Вадимом Покшишевським на прикладі Ленінграду. Для того, щоб зробити аналіз ЕГП точним і об'єктивнішим, В. С. Варламов запропонував систему кількісних показників.
Юліан Саушкін розглядав поняття ЕГП в розрізі системно-структурного аналізу і використання в економічній географії теорії поля. Аналіз ЕГП, на його думку, означає розгляд просторових зв'язків досліджуваних об'єктів (районів, міст, підприємств, промислових і транспортних вузлів, сільськогосподарських масивів тощо) у зіставлені з положенням всіх інших. При аналізі будь-якого об'єкта, він ніби включається в «силове поле», утворене іншими об'єктами, важливими транспортними магістралями, центрами виробництва і споживання тощо. При цьому слід відібрати ті об'єкти, які своєю присутністю в «силовому полі» найбільше впливають на об'єкт дослідження. Ю. Г. Саушкін вказував, що ЕГП — це складне поняття, яке спрямоване значною мірою на аналіз можливих (потенційних) економічних та інших зв'язків, на розкриття потенціалу даного об'єкта щодо його можливих нових функцій на основі перспективних зв'язків з іншими об'єктам. Отже, говорячи про ЕГП, мають на увазі не просто зв'язки (як наявні), а відношення, які охоплюють зв'язки дійсні й перспективні, безпосередні й опосередковані. Аналіз ЕГП означає розгляд просторових відношень досліджуваних об'єктів порівнюючи з положенням усіх інших.
Голубчик Марк Михайлович розглядає географічне положення об'єктів на карті, яке фіксується у двовимірному просторі земної поверхні. У фізичній географії, рідше в економічній, оцінюється і третій вимір — абсолютна або відносна висота. На карті всі об'єкти зображаються як точкові, лінійні (позамасштабними умовними знаками) або площинні (контурні, які займають певний ареал). Він виділяє такі варіанти взаєморозміщення об'єктів:
- точка відносно лінії,
- точка відносно ареалу,
- лінія відносно лінії,
- лінія в межах ареалу,
- ареал відносно іншого ареалу.

М. М. Голубчик вважає, що ЕГП — це складна система, в яку входить ряд взаємопов'язаних компонентів.
Оригінальний підхід до характеристики ЕГП розроблений у працях О. М. Паламарчука. Він окрім територіальних відношень, застосовує відношення композиційні (центральність, периферійність, глибинність), а також відношення суміжності, сусідства з іншими об'єктами. Відношення взаєморозташування складають основу для поділу економіко-географічне розташування міста на:
- мікроположення (в адміністративному районі, області),
- мезоположення (в економічному районі),
- макроположення (в країні).

Відношення взаєморозташування складають основу для поділу економіко-географічне розташування країни:
- регіональне,
- континентальне,
- міжконтинентальне,
- світове.

За компонентними відношеннями Паламарчук поділяє економіко-географічне розташування на:
- виробниче,
- демографічне,
- природно-ресурсне,
- рекреаційне,
- транспортне.

Паламарчуком розроблені теоретико-методичні основи геополітичного положення країни, викладені аспекти аналізу геополітичного положення, здійснена геополітична ідентифікація суміжних країн, виявлені територіальні відношення взаєморозташування, доступності, композиційне положення, комунікаційні і бар'єрні властивості природних об'єктів. Всі ці аспекти конкретизуються прикладами щодо України.
Теоретико-методичні основи формалізації і кількісної оцінки інтегрального економіко-географічного положення були розроблені В. Лажніком. Він вивів синтетичний показник інтегрального потенціалу суспільно-географічного положення об'єкта.
Визначенням кількісної міри суспільного і економіко-географічного положення займався В. Грицевич. Він розробив підходи до математично-географічного вивчення цього поняття і вивів формули для міри суспільно- й економіко-географічного положення об'єкта. На основі математико-географічного вивчення суспільно-географічного положення вивів математичний закон суспільно-географічного положення: міра суспільно-географічного положення точки території, що досліджується, відносно територіального суспільного комплексу рівна сумі за елементами цього комплексу від добутків величини потенціалу ресурсів елемента на імовірність використання цих ресурсів у досліджуваній точці.

## План характеристики економіко-географічного положення країни
- Загальні відомості (назва, площа, столиця, політико-адміністративний устрій, вищі органи влади)
- Географічне положення (економіко-географічне, політико-географічне, геополітичне)
- Природні умови та ресурси
- Населення та трудові ресурси
- Особливості історії формування та розвитку території, господарського комплексу
- Географія окремих галузей господарського комплексу (сировинна галузь, промисловість, АПК, сфера послуг, транспорт)
- Зовнішньоекономічні зв'язки
- Форма територіальної організації
- Внутрішні відмінності
- Проблеми розвитку
- Загальний висновок про вигідність ЕГП